# 인공지능 영화 목록
인공지능 영화 목록이다.
이 문서에는 인공지능을 주인공으로 또는 영화의 필수 부분으로 포함시킨 주목할만한 영화의 연대순 목록이 포함되어 있다.

## 1920~1960년대
- 메트로폴리스 (1927년 영화)
- 지구 최후의 날
- 알파빌 (영화)
- 2001: 스페이스 오디세이

## 1970년대
- 콜로서스 (영화)
- 싸일런트 러닝
- 이색지대
- 다크 스타 (영화)
- 자도즈
- 스텝포드 와이브스
- 로건의 탈출 (영화)
- 프로테우스 4
- 스타워즈 (영화)
- 스타 트렉 (영화)
- 에이리언 (영화)

## 1980년대
- 새턴 3
- 블레이드 러너
- 에어플레인 2
- 트론
- 슈퍼맨 3
- 위험한 게임 (1983년 영화)
- 터미네이터 (영화)
- 조니 5 파괴 작전
- 컴퓨터 인간
- 로보캅 (1987년 영화)
- 조니 5 파괴 작전 2

## 1990년대
- 폭력교실 1999
- 로보캅 2
- 터미네이터 2
- 홈레커
- 로보캅 3
- 스타 트랙 7 - 넥서스 트랙
- 공각기동대 (영화)
- 파워레인저 (영화)
- 스크리머스 (1995년 영화)
- 가상현실 (영화)
- 스타 트랙 8 - 퍼스트 콘택트
- 오스틴 파워: 제로
- 너바나 (1997년 영화)
- 로스트 인 스페이스 (영화)
- 아이언 자이언트
- 매트릭스 (영화)
- 바이센테니얼 맨 (영화)
- 스타워즈 에피소드 1: 보이지 않는 위험

## 2000년대
- A.I.
- 타임 머신 (2002년 영화)
- 스타워즈 에피소드 2: 클론의 습격
- 레지던트 이블 (영화)
- 시몬 (2002년 영화)
- 마이너리티 리포트 (영화)
- 매트릭스 2: 리로디드
- 터미네이터 3
- 매트릭스 3: 레볼루션
- 아이, 로봇
- 팀 아메리카: 세계 경찰
- 은하수를 여행하는 히치하이커를 위한 안내서 (영화)
- 스타워즈 에피소드 3: 시스의 복수
- 스텔스 (2005년 영화)
- 레지던트 이블 3: 인류의 멸망
- 로빈슨 가족
- 이글 아이
- 아이언맨 (영화)
- 월-E
- 지구가 멈추는 날
- 터미네이터: 미래전쟁의 시작
- 기프트 (2009년 영화)
- 더 문

## 2010년대
- 아이언맨 (영화)
- 로봇 (2010년 영화)
- 트론: 새로운 시작
- 에바: 위험한 관계
- 리얼 스틸
- 라 원
- 어벤져스 (영화)
- 프로메테우스 (영화)
- 레지던트 이블 5: 최후의 심판
- 로봇 앤 프랭크
- 토탈 리콜 (2012년 영화)
- 그녀 (영화)
- 아이언맨 3
- 더 머쉰
- 퍼시픽 림
- 엘리시움 (2013년 영화)
- 오블리비언 (2013년 영화)
- 오토마타 (영화)
- 빅 히어로
- 인터스텔라
- 로보캅 (2014년 영화)
- 트랜센던스
- 엑스맨: 데이즈 오브 퓨처 패스트
- 엑스 마키나 (영화)
- 채피 (영화)
- 투모로우랜드 (영화)
- 어벤져스: 에이지 오브 울트론
- 터미네이터 제니시스
- 스타워즈: 깨어난 포스
- 사이보그 아담
- 극장판 사이코패스
- 캡틴 아메리카: 시빌 워
- 맥스 스틸
- 모건 (2016년 영화)
- 레지던트 이블: 파멸의 날
- 로그 원: 스타워즈 스토리
- 패신저스 (2016년 영화)
- 킬 커맨드: 드론의 습격
- 와이 힘?
- 극장판 소드 아트 온라인 -오디널 스케일-
- 파워레인져스: 더 비기닝
- 스파이더맨: 홈커밍
- 에이리언: 커버넌트
- 블레이드 러너 2049
- 스타워즈: 라스트 제다이
- 업그레이드 (영화)
- 조 (2018년 영화)
- 타우 (영화)
- 어벤져스: 인피니티 워
- 마션 인베이션
- 익스팅션: 종의 구원자
- 매니악 (드라마)
- 2.0 (영화)
- 액슬
- 레플리카 (영화)
- 알리타: 배틀 엔젤
- 세레니티 (2019년 영화)
- 캡틴 마블 (영화)
- 어벤져스: 엔드게임
- 유랑지구
- 나의 마더
- 터미네이터: 다크 페이트
- 하이, 젝시

## 2020년대
- 블러드샷 (영화)
- 2067 (영화)
- 인베이젼 2020
- 애프터 양
- 핀치 (영화)
- 프리 가이
- 고장난 론
- 매트릭스: 리저렉션
- 아임 유어 맨 (영화)
- 문폴
- 브라이언 앤 찰스
- 빅버그
- 키미 (영화)
- 메간 (영화)
- 정이 (영화)
- 스파이 코드명 포춘
- 하트 오브 스톤
- 미션 임파서블: 데드 레코닝
- 크리에이터 (영화)
- REBEL MOON: 파트 1 불의 아이
- 더 비스트 (영화)
- REBEL MOON: 파트 1 불의 아이
- 아틀라스 (2024년 영화)
- 미션 임파서블 8
- 메간 2.0
- 트론: 아레스

## 같이 보기
- 작품 속 인공지능